# Commission Plesner
Pour les articles homonymes, voir Plesner.
 (octobre 2012).
La commission Plesner (en hébreu : ועדת פלסנר) est une commission créée par le gouvernement israélien en 2012 pour étudier le problème du service militaire ou civil des Arabes et des haredim dans l'armée israélienne. La commission porte officiellement le nom de « Commission pour une charge équitablement répartie » (hébreu : הוועדה לקידום השוויון בנטל) ou commission Keshev, mais elle est communément appelée du nom de Yohanan Plesner, membre de la Knesset et du parti Kadima qui dirige les travaux de la commission.
La commission vise à proposer des solutions pour que les haredim, juifs ultra-orthodoxes et les Arabes effectuent leur service militaire ou civil. Plusieurs démissions résultant de fortes divergences politiques entraînent la dissolution de la commission sans qu'un rapport collectif soit produit et entraîne aussi des tensions dans la coalition gouvernementale entre Kadima et le Likoud,.

## Problématique
En juillet 2002, la loi Tal est ratifiée par la Knesset. Elle incite les haredim à faire leur service militaire ou civil, leur proposant une année pour choisir entre le service militaire ou civil lors de leur 22 ans. La loi a une portée temporaire, renouvelable tous les cinq ans mais de facto n'est jamais appliquée et les haredim ne font jamais leur service. En février 2012, la cour suprême d'Israël juge cette loi anticonstitutionnelle, car non appliquée et violant le principe d'égalité de tous. Par conséquent, la loi Tal ne sera pas reconduite le 1er août 2012 et les haredim seront soumis à la même loi que les autres citoyens.

## Composition
Tous les partis israéliens membre de la coalition gouvernementale ont été invités à participer aux travaux de la commission. Les partis religieux Shass et Yahadut Hatorah ont refusé de participer à la commission.
La commission commence ses travaux le 21 mai 2012 avec l'objectif de rendre un rapport à la fin juillet 2012. La commission est alors composée de 10 personnes : 5 membres de la Knesset et 5 membres de la société civile. Les membres de la Knesset sont : Yohanan Plesner (Kadima), Ze'ev Elkin (Likoud), David Rotem (Israel Beytenou), Uri Orbach (La Maison juive), Einat Wilf (Indépendance) et ceux de la société civile : Yehuda Segev (ancien dirigeant du service des ressources humaines de l'armée), Jacob Weinroth (avocat), Yoav Kish (militant luttant pour le service militaire des haredim) et les professeurs de droit à l'université Bar-Ilan Yaffa Zilbershatz et Yedidia Stern.
Le 28 juin, les représentants des partis Israel Beytenou et La Maison juive démissionnent de la commission. Le 1er juillet, Jacob Weinroth quitte la commission. Le 2 juillet, le premier ministre Benyamin Netanyahou annonce la dissolution de la commission car ses conclusions ne pourront être adoptées faute de majorité.

## Idées du rapport
Le 4 juillet, Plesner publie les conclusions temporaires de la commission tout en étant le seul à les signer. Il propose que d'ici 2016, 80 % des Haredim de 18 ans effectuent leur service (soit dans l'armée, soit dans le cadre d'un service civil). Ceux refusant seraient sanctionnés financièrement d'une amende de 7 500 shekels, augmentée de 75 shekels par jour de service manqué. Les bourses et autres aides de l'État à l'étudiant en yeshiva refusant le service seront annulées. Le service des haredim serait réduit à 24 mois dans les unités militaires et 18 dans les unités civiles contre les 3 ans habituels. Les sanctions sont avant tout individuelles mais les yeshivas dans lesquelles plus de 25 % des étudiants refusent de faire le service ne recevront plus d'aides de l'État. Une exemption est prévue pour environ 1500 étudiants haredi. Les conclusions temporaires ne mentionnent pas le cas des Arabes israéliens.